# ۸۰۰ (پیش از میلاد)
۸۰۰ (پیش از میلاد) ۸۰۰مین سال قبل از تقویم میلادی است.

## نگارخانه

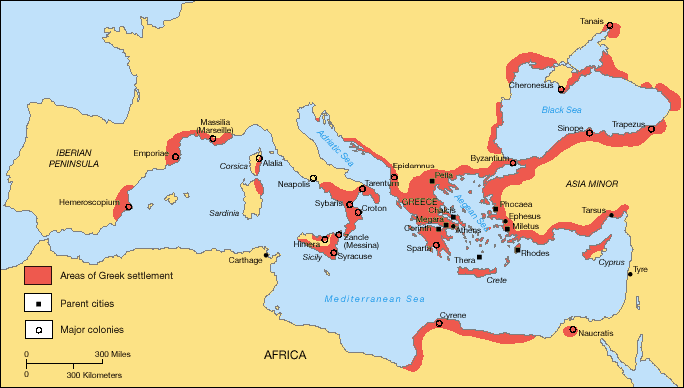
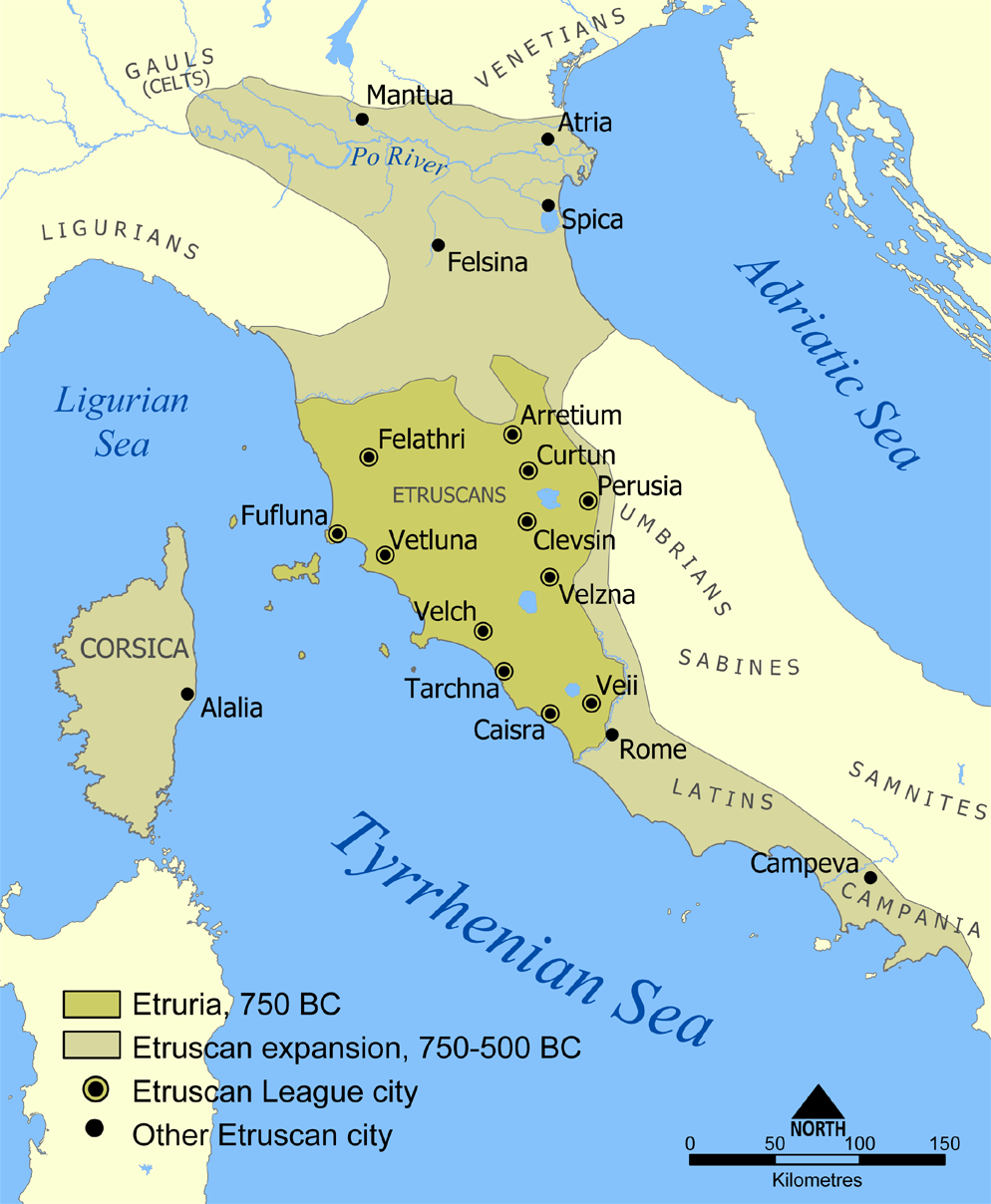
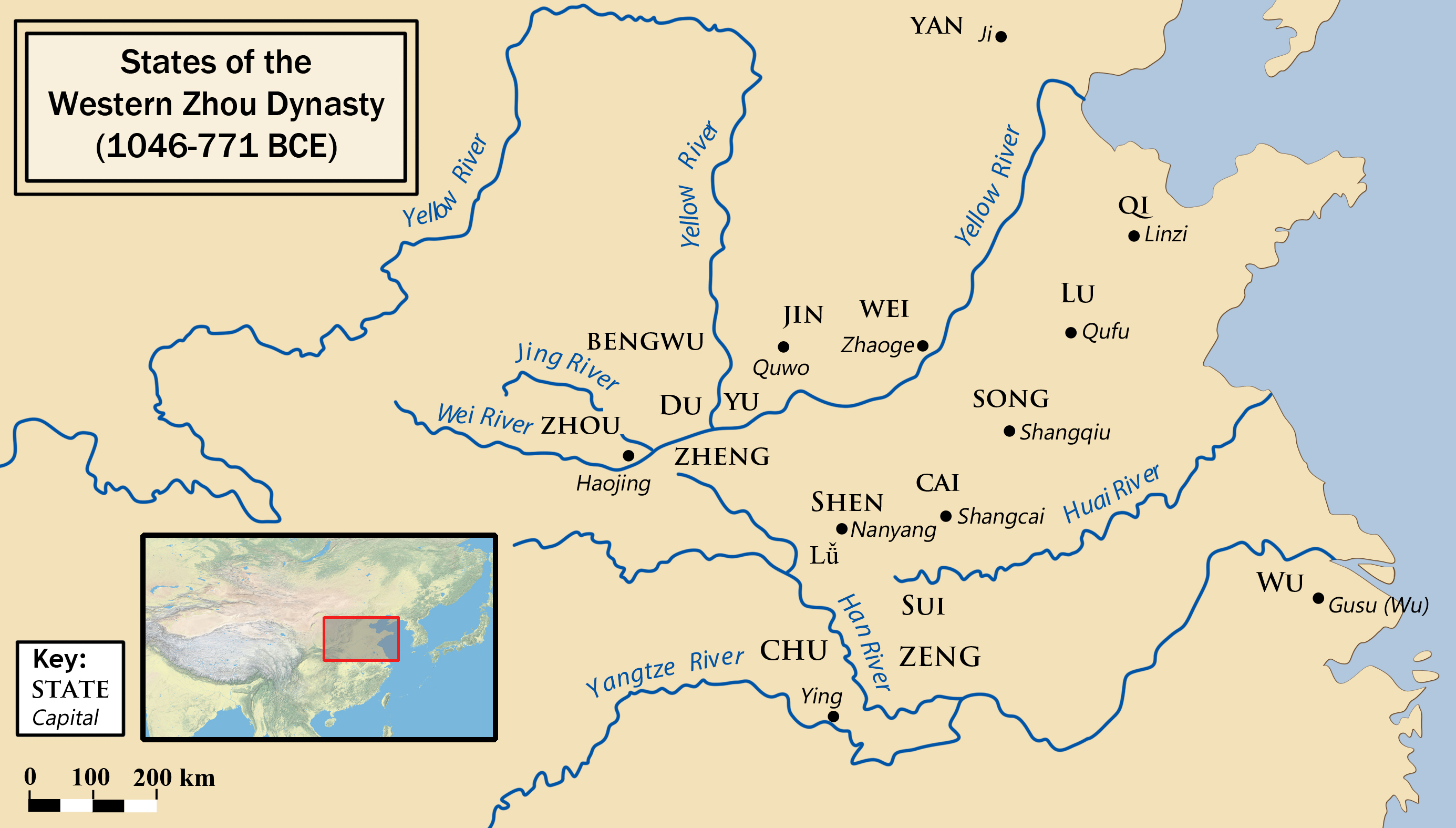